# 謙妃
謙妃（康熙53年（1714年） - 乾隆32年（1767年）5月21日）は雍正帝の側室。姓は劉氏、管領劉満の娘。

## 生涯
内務府が行った『選秀女』を通過し、雍正7年（1729年）、劉答応に封ぜられる。
翌雍正7年（1729年）には、劉常在、劉貴人と昇格していき、雍正11年（1733年）には第六皇子果恭郡王弘曕を産み、謙嬪に冊封される。
雍正13年（1735年）、雍正帝の崩御により即位した乾隆帝により、謙妃に尊封される。
乾隆32年（1767年）5月21日、逝去。

## 子女
- 果恭郡王弘曕

## 伝記資料
- 『清史稿』